# والتنهوفن
والتنهوفن هي بلدية في منطقة Oberallgäu في بافاريا في ألمانيا.